# Little Scarlet
Little Scarlet è un romanzo poliziesco e hard boiled dello scrittore statunitense Walter Mosley, pubblicato nel 2004.
Il romanzo è il nono di una serie che vede come protagonista l'investigatore privato afroamericano Easy Rawlins, veterano della seconda guerra mondiale, narra le indagini sulla morte di una ragazza uccisa a Los Angeles nell'estate del 1965, ed è ambientato tra gli scontri razziali di Watts.

## Trama
(Walter Mosley, Little Scarlet)
Nell'agosto del 1965 Los Angeles è sconvolta da una rivolta razziale che causa devastazione e morte, soprattutto nel quartiere di Watts. Durante gli scontri viene rinvenuto il cadavere di una ragazza nera, Nola Payne, soprannominata Little Scarlet per il colore dei suoi capelli. La donna è stata picchiata, strangolata e successivamente sfigurata con un colpo di pistola al volto. Testimoni riferiscono di aver visto un bianco aggirarsi vicino all'appartamento della giovane e in particolare la zia, Geneva Landry, confida i suoi sospetti nei confronti di un misterioso amante bianco della vittima. Il vice capo della polizia di Los Angeles, Gerald Jordan, per evitare che la notizia dell'omicidio riaccenda la rivolta, incarica il detective afroamericano Ezekiel "Easy" Rawlins, di indagare con discrezione per scoprire il colpevole. Nel frattempo Geneva viene internata in ospedale e tenuta sedata affinché non diffonda la notizia.
Le conoscenze di Easy nel quartiere lo portano sulle tracce del bianco Peter Rhone, collega di lavoro di Little Scarlet che, rimasto coinvolto negli scontri e picchiato da una folla inferocita di neri, era stato messo in salvo dalla ragazza a casa sua. I due, bloccati nell'appartamento per tre giorni erano diventati amanti. Gli iniziali sospetti vengono a cadere dopo un colloquio tra Easy e Peter; l'amante di Nola, ignaro della morte della donna, si rivela sconvolto nell'apprendere la triste notizia. Ulteriori indagini spingono l'investigatore a sospettare del vicino di Nola, l'ex pugile Harley Piedmont, dal carattere irascibile e violento. Interrogando l'uomo Easy apprende che nei pressi della casa di Nola da giorni si aggirava un barbone, un certo Harold.
Easy ricollega la presenza di Harold sul luogo con altri omicidi avvenuti in circostanze analoghe e che avevano visto coinvolto lo stesso sbandato. In quei casi Easy aveva confidato i suoi sospetti nei confronti di Harold alla polizia senza però essere creduto. La rabbia di Easy è grande e il nero è fermamente convinto che la polizia non si sia prodigata a sufficienza per risolvere i casi di omicidio di altre donne nere. Il convincimento di Easy è confermato dal detective Melvin Suggs che, leggendo con attenzione i rapporti di alcuni casi irrisolti, scopre che Harold potrebbe essere l'assassino non solo di Nola, ma di almeno ventuno donne nere uccise dal folle come punizione per aver avuto rapporti con uomini bianchi.
Il capo della polizia però non vuole perdere tempo e non crede alle conclusioni cui Easy è giunto, seppure una semplice lettura dei verbali contenuti negli archivi sarebbe sufficiente a confermare i sospetti. Mentre in tutta Los Angeles i rapporti di forza dei bianchi nei confronti della popolazione nera iniziano a sgretolarsi, Jordan impone a Easy e al detective Suggs un ultimatum di quarantotto ore, al termine del quale avrebbe proceduto comunque all'arresto di Peter, scelto come capro espiatorio. Easy ricorre all'aiuto di amici e di conoscenti per trovare il luogo dove Harold si nasconde. L'investigatore scopre che il barbone, creduto il figlio di una domestica nera, Honey May, in realtà è il vero figlio di una coppia di colore, Carl e Jocelyn Oastenberg, da tutti creduti bianchi e che avevano abbandonato e trascurato il figlio per paura che il loro segreto potesse essere scoperto. Easy viene ferito dallo stesso Harold che gli spara in un agguato; l'investigatore segue le tracce del fuggitivo fino alla casa di Jocelyn Oastenberg dove trova la donna uccisa dal figlio. Easy viene avvisato da Honey May che l'assassino si è rifugiato a casa sua; Easy accorre dalla donna e trova Harold ucciso, avvelenato dalla stessa Honey May che in un impeto di giustizia ha voluto così fermare l'efferato omicida.

## Personaggi
Ezekiel "Easy" RawlinsQuarantacinquenne, un metro e ottantacinque di statura, nero. Veterano della seconda guerra mondiale, inserviente nella scuola superiore "Sojourner Truth Junior" di Los Angeles, ha un secondo lavoro come investigatore privato senza licenza. Vive con l'hostess Bonnie Shaw e con due ragazzi adottati, l'adolescente Jesus e la piccola Feather. Padre naturale di un altro figlio, portato via dalla madre undici anni prima.
Nola "Little Scarlet" PayneLa giovane vittima, soprannominata "Little Scarlet" per via del colore rosso dei suoi capelli.
Bonnie ShawLa donna di Easy, lavora come hostess per l'Air France ed è spesso in viaggio. Ha da poco avuto una storia con un principe africano, Joguye Cham. La donna, dopo aver trascorso con lui una vacanza in Madagascar, è tornata a vivere con Easy che tuttavia non è sicuro che la storia tra i due sia realmente finita.
Geneva LandryLa zia di Nola. Sospetta che l'amante bianco della nipote sia il suo assassino. I suoi sospetti inducono la polizia a rivolgersi a Easy per condurre le indagini con discrezione. La donna viene internata in ospedale e sedata e qui muore giorni dopo, per complicazioni derivate dallo shock subito.
Harley PiedmontUn vicino di casa di Nola, ex pugile e membro di una congregazione religiosa guidata dal Reverendo Lister. Dal carattere violento su di lui si concentrano, inizialmente, i sospetti di Easy.
Gerald JonesIl capo della polizia.
Melvin SuggsIl detective della polizia che aiuta Easy nelle indagini.
Peter RhoneCollega di lavoro di Nola, sposato ma affezionato alla donna. Saputo degli scontri, si reca a casa della giovane per metterla in salvo ma rimane coinvolto a sua volta nei tafferugli e picchiato, dopo essere stato derubato dell'auto. Nola accorre in suo aiuto e lo nasconde per tre giorni nel suo appartamento. In questo periodo i due si innamorano.
Alexander "Mouse" RaymondAmico di Easy, seppure conosciuto come uomo pericoloso nel quartiere, è amico di Easy. Vive di espedienti e di ricettazione. Le sue conoscenze della gente del quartiere sono preziose per le indagini sull'omicidio.
Randolph HouseComplice di Mouse, lo aiuta ad acquistare e a rivendere la merce rubata nei saccheggi durante la rivolta razziale.
Nate "Loveboy" ShelbyLadro e ricettatore di auto. Grazie ai documenti ritrovati in un'auto da lui rubata nei pressi dell'appartamento di Nola, Easy riesce a risalire all'identità dell'amante bianco della ragazza.
JuandaVicina di casa di Nola. Le sue confidenze mettono Easy sulle tracce dell'assassino. I due hanno una forte attrazione reciproca ma la loro relazione rimarà platonica.
Harold OastenbergTrentasette anni, barbone, efferato assassino di almeno ventuno ragazze nere, tra cui Nola.
Jocelyn OastenbergLa vera madre di Harold, afroamericana ma da tutti creduta bianca, grazie alla sua carnagione chiara.
Carl OastenbergIl padre di Harold, anch'egli nero creduto da tutti bianco, ha abbandonato la famiglia molti anni prima.
Honey MayEx domestica in casa degli Oastenberg, da tutti creduta la madre di Harold.

## Edizioni
- Walter Mosley, Little Scarlet, Stile libero Noir, Einaudi, 2008,  p. 298, ISBN 978-88-06-19404-8.